# Зурина Хассан
Зурина Хассан (малайск. Zurinah Hassan; род. 13 июня 1949 года, Алор-Сетар) — малайзийская поэтесса, пишущая на малайском языке. Лауреат Литературной премии Юго-Восточной Азии (2004), Национальный писатель Малайзии (2015). Известна также под псевдонимом Ханируз (малайск. Haniruz).

## Краткая биография
Родилась в г. Алор-Стар в 1949 году и живёт в Селангоре с 1974 года. Окончила в 1974 году Университет наук Малайзии. В 2001 году окончила магистратуру в Университете Путра Малайзии, а в 2008 году защитила докторскую диссертацию в Академии малайских исследований Университета Малайя.

## Творчество
Начала писать стихи в возрасте 12 лет. Её первые стихотворения опубликованы в 1967 г. в газетах «Варта Негара» и «Утусан Заман». С тем чтобы больше времени уделять писательскому творчеству, в 1997 году она ушла со своего поста ответственного сотрудника Департамента информационной службы Малайзии, где проработала с 1982 года. Выпустила пять сборников (первый «Тихая улица» в 1974 году). Считается одной из самых лиричных поэтесс Малайзии.
Опубликовала также антологию короткого рассказа «Продолжая путь» (1998), одну повесть и биографию писателя Усмана Аванга «Национальный писатель Усман Аванг» (1986).

## Другая деятельность
Зурина Хассан не только поэт, но и исполнитель различных жанров традиционной поэзии (шаир, гуриндам, назам), с которыми она выступает на официальных церемониях, а также на различных культурных и литературных мероприятиях. Её часто приглашают членом жюри на конкурсы чтецов и конкурсы на лучшее написание стихов, особенно в школах Селангора.
Член комитета писательской организации Гапена (1986—1999), член Союза писателей Селангора (с 2005).

## Критика. Оценка творчества
Усман Аванг писал: 
«Зурина Хассан внесла значительный вклад в развитие малайской поэзии Она привнесла в малайский язык глубину образов, вдохнула жизнь в свои строки. Её язык захватывает, он поэтичен и гармоничен» .

Малайзийский поэт Баха Заин так характеризует творчество Зурины Хассан: 
«Вопросы, которые поднимает поэтесса, тесно связаны с её чувствами как женщины с нежной душой. Но она, отнюдь, не проста. Она – мыслитель и внимательный наблюдатель собственной жизни и жизни своей семьи, отношений между женщиной и мужчиной, жизни общества в целом. Всё, что она видит и испытывает, о чём думает, она философски пропускает через свои эмоции и чувства. Она не торопится выносить приговор негативным явлениям, хотя и не принимает их, а пытается разобраться в них и найти им причину. Своё «нет» она облекает в мягкие одежды женского сердца».

## Семья
В 1978 году вышла замуж за Мохамеда Саида бин Абдул Манапа. Имеет 5 детей (Сити Райхана, Айнул Худа, Мохамед Тауфик, Моухамед Фаиз, Айна Мастурп)

## Награды
- Первая премия на конкурсе рассказа с элементами ислама департамента премьер-министра (1984)
- Главная литературная премия Малайзии (1984/1985)
- Главная литературная премия Малайзии (1998/1999, 2002/2003)
- Литературная премия Юго-Восточной Азии (2004).
- Премия Национальной библиотеки Малайзии
- Национальный писатель Малайзии (2015)

## Переводы на русский язык
- «Жизнь из окна поезда»; «Супружество. Женский подход». Перевод Марины Елисеевой, Виктора Погадаева, Марии Болдыревой. — в сб. Ручей. Традиционная и современная малайская поэзия. Составление и предисл. Б. Парникеля. М.: Красная гора, 1996, с. 102—103.
- «Малакка»; «В поисках пространства»; «Куала-Лумпур»; «Портовые огни». Перевод Андрея Орлова. — Литературный интернет-журнал «Русский переплёт», 30 марта 2004 г.[6]
- «Моему мужу»; «Когда слова как грех». — в сб. Покорять вышину. Стихи поэтов Малайзии и Индонезии в переводах Виктора Погадаева. М.: Ключ-С, 2009, с. 83-84.
- «Моему мужу»; «Когда слова как грех». Перевод Виктора Погадаева. — Женская поэзия. Сайт Наталии Лайдинен[7]
- Глядя на гавань (Menghadap Pelabuhan). Двуязычная антология. Перевод с малайского на русский Виктора Погадаева. Kuala Lumpur: ITBM, 2013.